# Pontogenia macleari
Pontogenia macleari är en ringmaskart som först beskrevs av William Aitcheson Haswell 1883.  Pontogenia macleari ingår i släktet Pontogenia och familjen Aphroditidae. Inga underarter finns listade i Catalogue of Life.